# Llei criminal
Llei criminal (títol original: Criminal Law) és un thriller estatunidenc dirigit per Martin Campbell, estrenat l'any 1989. Ha estat doblat al català.

## Argument
L'advocat Ben Chase (Gary Oldman) defensa Martin Thiel (Kevin Bacon), un jove i ric playboy, i li aconsegueix un 
veredicte d'innocència per una sèrie d'homicidis brutals, per descobrir més tard que aquest últim resulta ser unassassí en sèrie. Martin Thiel no pot ser jutjat de nou pel mateix motiu segons el dret anglosaxó, però Chase intenta d'incriminar-lo, abans que no mati de nou.

## Repartiment
- Gary Oldman: Ben Chase
- Kevin Bacon: Martin Thiel
- Tess Harper: Detectiu Stillwell
- Karen Young: Ellen Faulkner
- Joe Don Baker: Inspector Mesel
- Sean McCann: Jacob Fischer
- Ron Lea: Gary Hull
- Michael Sinelnikoff: Professor Clemtes
- Elizabeth Shepherd: Metge Thiel

## Producció
Les escenes del film van ser filmades entre el 10 d'agost i el 9 d'octubre de 1987 a Mont-real al Quebec, Canadà.
Llei Criminal es considera haver estat una font d'inspiració pels assassins en sèrie canadencs Paul Bernardo i Karla Homolka, acusats de nombroses violacions i homicidis a partir de 1990, i que van canviar el seu cognom per « Teale », en l'honor del personatge de « Thiel »

## Premis
- MystFest 1989
  - millor film per Martin Campbell